# Gustav Adolfs kyrka, Habo kommun
Gustav Adolfs kyrka är en kyrkobyggnad som tillhör Gustav Adolfs församling i Skara stift. Kyrkan ligger omkring sex kilometer norr om centralorten i Habo kommun.

## Kyrkobyggnaden
Den ursprungliga träkyrkan uppfördes i Fiskebäck. Enligt traditionen byggdes den på initiativ av en adelsdam som räddades ur sjönöd. Omkring år 1623 brann kyrkan ned och ersattes av en korskyrka i liggtimmer. År 1734 genomfördes en del renoveringsarbeten, varvid ny bänkinredning tycks ha tillkommit samt väggar och tak målades av Johan Kinnerus, målarmästare i Jönköping.
År 1780 flyttades kyrkan till sin nuvarande plats 15 kilometer norr om Fiskebäck, där ingen kyrka fanns sedan tidigare. Den 19 november 1780 invigdes kyrkan på den nya platsen.
Kyrkan består av ett långhus med tresidigt kor i öster och ett kyrktorn med huvudingång i väster. Tornet tillkom efter flytten 1780. Korsarmar sträcker sig ut åt norr och söder. Norr om koret finns en sakristia som tillkom 1948. Långhuset har ett brant sadeltak, medan sakristian har ett flackt sadeltak. Korsarmarna har pulpettak. Taken är täckta med enkupigt rött lertegel. Tornet kröns av en åttakantig sluten lanternin med torntupp högst upp. Taktäckning på torn och lanternin är falsad kopparplåt.
Utformningen med ljus träpanel utvändigt och putsade väggar med brädvalv invändigt tillkom vid en omfattande restaurering 1858. Då avlägsnades Johan Kinnerus målningar på väggar och i tak från 1734.

## Inventarier
- Predikstolen är tillverkad 1653 av Johan Johansson Werner. Figurerna på predikstolen och dess baldakin är troligen hämtade från ett äldre altarskåp.
- Altaruppsatsen är från 1717 och är med stor sannolikhet utförd av Jonas Ullberg och symboliserar passionsdramat.
- Den änglaburna dopfunten är tillverkad 1719 av Ullberg.

### Orgel
Den ursprungliga orgeln byggdes 1858 av Carl Johan Fogelberg med tillhörande fasad utförd efter ritningar av arkitekt Ludvig Hawerman. År 1938 byggdes orgeln om av Th. Frobenius og Sønner Orgelbyggeri A/S. Dagens orgel tillverkades 1997-1998 av Bergenblad & Jonsson Orgelbyggeri, varvid man återanvände Fogelbergorgelns fasad och några gamla stämmor. Orgeln är mekanisk och har sjutton stämmor fördelade på två manualer och pedal.